# HD 197076
HD 197076 è una stella della costellazione del Delfino di magnitudine 6,44, distante circa 68 anni luce dalla Terra.

## Caratteristiche
Secondo la classificazione stellare, HD 197076 è una nana gialla di tipo spettrale G5V, con massa e temperatura paragonabili a quelli del Sole e un'età stimata di circa 4 miliardi di anni.
La magnitudine assoluta della stella è tale che essa risulti visibile dalla Terra ad occhio nudo solo in condizioni particolarmente favorevoli, ossia sotto a cieli bui e lontano da centri abitati.

## Messaggio dalla Terra
La stella è stata tra gli obbiettivi di messaggi radio mandati dal SETI attivo tra il 1974 e il 2005. Per la precisione il messaggio è stato mandato il 29 agosto del 2001 nell'ambito dei Teen Age Message, una serie sei messaggi inviati in quell'anno dal Radiotelescopio RT-70 di Eupatoria, un radiotelescopio RT-70 dell'Agenzia Spaziale Statale dell'Ucraina situato a Eupatoria, in Crimea. Il messaggio inviato arriverà a destinazione nel 2070.